# 小英格
小英格（瑞典語：Inge Halstensson；？—1125年）。斯滕克爾王朝國王哈爾斯滕的兒子、老英格的侄子、菲里普的弟弟。瑞典國王（1110年－1125年在位）。

## 生平
在一些傳統的傳記中，當叔父老英格於1105年逝世後，小英格與他的兄長菲里普共同統治瑞典（可能從1105年或1110年開始共治）。《赫瓦拉爾薩迦》敘述哈爾斯滕的兒子菲里普與小英格在老英格之後繼承瑞典王國。
其他來源記述在菲里普於1118年逝世後，小英格成為瑞典唯一的國王，但是不知何年逝世。根據西約塔蘭法的記載，小英格是在東約特蘭飲了毒酒而死的。而且亦沒有記載說明當挪威國王西居爾一世於1123年入侵斯莫蘭時，小英格是否仍然在世。